# 黒潮ジュニアチャンピオンシップ
黒潮ジュニアチャンピオンシップは、高知県競馬組合が高知競馬場で施行していた地方競馬の重賞競走である。正式名称は「報知新聞社杯　黒潮ジュニアチャンピオンシップ」。報知新聞社が優勝杯を提供していた。

## 概要
高知デビューの2歳馬による重賞競走。2020年からは未来優駿シリーズ、2021年からは2歳チャンピオンシリーズの対象競走にそれぞれ指定されている（共に2022年まで）。2023年以降はネクストスター高知の新設に伴い休止されている。

### 条件・賞金等（2022年）
出走条件
サラブレッド系2歳、高知デビュー馬限定。
負担重量
定量で、牡馬56kg、牝馬2kg減。
賞金額
1着800万円、2着280万円、3着160万円、4着120万円、5着80万円、6着以下40万円。
優先出走権
優勝馬に翌年度の高知優駿の優先出走権が付与される。

## 歴代優勝馬
| 回数  | 施行日         | 距離  | 優勝馬           | 性齢 | 所属 | タイム | 優勝騎手 | 管理調教師 | 馬主       |
| ----- | -------------- | ----- | ---------------- | ---- | ---- | ------ | -------- | ---------- | ---------- |
| 第1回 | 2016年11月23日 | 1400m | フリビオン       | 牡2  | 高知 | 1:32.0 | 中西達也 | 炭田健二   | 西森鶴     |
| 第2回 | 2017年11月18日 | 1400m | ヴァリヤンツリ   | 牝2  | 高知 | 1:32.3 | 西川敏弘 | 中西達也   | 西森鶴     |
| 第3回 | 2018年11月18日 | 1400m | アルネゴー       | 牡2  | 高知 | 1:32.7 | 倉兼育康 | 細川忠義   | 田村章     |
| 第4回 | 2019年11月24日 | 1400m | ガンバルン       | 牝2  | 高知 | 1:33.2 | 佐原秀泰 | 國澤輝幸   | （株）MMC  |
| 第5回 | 2020年11月1日  | 1400m | ハルノインパクト | 牡2  | 高知 | 1:33.1 | 西川敏弘 | 宮路洋一   | 深瀬歩     |
| 第6回 | 2021年10月31日 | 1400m | マリンスカイ     | 牡2  | 高知 | 1:30.0 | 宮川実   | 打越勇児   | 中地賢次郎 |
| 第7回 | 2022年10月30日 | 1400m | ハチキンムスメ   | 牝2  | 高知 | 1:33.6 | 上田将司 | 國澤輝幸   | 岡林守三   |

### 各回競走結果の出典
- 黒潮ジュニアチャンピオンシップ　歴代優勝馬（地方競馬全国協会）

## 参考資料
- 《高知競馬ニュースリリース 2008.7.19 》